# Ledernacken (1944)
Ledernacken (Originaltitel: Marine Raiders) ist ein US-amerikanischer Kriegsfilm von 1944 unter der Regie von Harold D. Schuster. Die Hauptrollen sind neben Pat O’Brien und Robert Ryan mit Ruth Hussey, Frank McHugh und Barton MacLane besetzt. 

## Handlung
„12. September 1942 im Südwestpazifik auf Guadalcanal letzte Nacht lediglich geringe Gefechts- und Kampftätigkeit bei den United States Marines. Die Japaner sollen Verstärkung gelandet haben. Unsere Stellungen sind unverändert.“ Im Zuge des japanischen Angriffs auf Guadalcanal, werden Captain Dan Craig von den Paramarines und Major Steve Lockhard vom U.S. Marine Corps mit ihren Leuten dorthin beordert, um die japanischen Truppen abzuwehren. Als Dan Craig die Leiche eines seiner Männer, Lt. Tony Hewitt, findet, der sadistisch gefoltert und von den Japanern hingerichtet worden ist, handelt er zornig und unüberlegt. Steve warnt seinen Freund daraufhin, er müsse lernen, seine Emotionen zu kontrollieren. Als ihre Mission dort beendet ist, werden die Truppen nach Australien beordert. Dort trifft Dan in einer Bar die junge Ellen Foster, die in Diensten der Women’s Auxiliary Australian Air Force steht. Schnell fassen beide Vertrauen zueinander und Ellen erzählt Dan von ihrer Sorge um ihre Brüder, die in Afrika dienen. Nachdem sie die Nacht fast durchtanzt haben und am Morgen einen Strandspaziergang machen, gestehen sie sich gegenseitig ihre Liebe und sind fest entschlossen, so schnell wie möglich zu heiraten. Auf dem Rückweg in die Stadt werden sie von einem japanischen Luftangriff überrascht, bei dem Dan verletzt wird und ins Krankenhaus eingeliefert werden muss. Er hat eine leichte Kopfverletzung und einen Splitter im Bein. Dort wird er auch von seinem Freund Steve besucht, der ihm erzählt, dass sie in die USA zurückbeordert worden seien. Als Dan ihm daraufhin von seiner beabsichtigten Eheschließung erzählt, ist Steve der Ansicht, dass der Freund diesen Entschluss in einer emotional instabilen Verfassung getroffen habe. Obwohl Dan ihn bittet, sich für ihn zu verwenden, dass er in Australien auf seinen nächsten Fronteinsatz warten dürfe, tut er genau das Gegenteil und veranlasst Dans Transport in die USA.  
Als Ellen Dan in der Klinik besuchen will, sie war dienstlich für zwei Tage ortsabwesend, ist er nicht mehr da. Im Hafen sieht sie traurig, wie sein Schiff in der Nacht verschwindet. Obwohl Steve seine Handlungsweise zu rechtfertigen versucht, kann Dan sie nicht billigen. Es kommt zum Zerwürfnis zwischen beiden. Dan möchte, nachdem Steve und er dem Marinestützpunkt in San Diego zugeteilt worden sind, um die Rekruten von Camp Elliott auszubilden, lieber an die Front. Sein Antrag wird jedoch abgelehnt. Vergeblich versucht Dan, Kontakt mit Ellen aufzunehmen. Kurz darauf wird ein neuer Einsatz anberaumt. Er geht zurück nach Australien. Major Steve Lockhard führt die Truppe an. Dan nutzt die Gelegenheit, um Ellen aufzusuchen. Glücklich fallen sich beide in die Arme und werden schon wenig später schnellgetraut. Ellen sorgt auch dafür, dass zwischen ihrem Mann und Steve wieder alles in Ordnung kommt. Beim Abschied meint Steve, er habe schon seit Jahren niemanden mehr, aber nun habe er wieder jemanden, Dan und sie. 
Dann naht der Einsatz, und Steve schwört seine Leute ein, er verweist auf die größte Seestreitmacht, die je auf einem Fleck konzentriert gewesen sei, außerdem sei alles da, was gebraucht werde, vom Schlachtschiff bis zum Landungsboot und in der Luft Bomber- und Fallschirmeinheiten. Ihre Einheit sei immer nur da eingesetzt worden, wo besonders dicke Luft gewesen sei und sie sei nie geschlagen worden und so werde es auch bei diesem Einsatz sein. Dan befehligt die Paramarines in der Luft und Steve die Landekräfte auf See. Die Mission, die sich zum Ende hin dramatisch gestaltet, geht für die Amerikaner erfolgreich aus.
„Am Montag in den frühen Morgenstunden sind amerikanische Marinestreitkräfte, unterstützt von starken Heeresverbänden, am Kap Torokina  und Puruata gelandet. Die Aktion dauert an.“ Über den Rundfunk wird die Meldung verbreitet, dass das größte Landungsunternehmen, das bisher im Pazifikgebiet stattgefunden hat, erfolgreich abgeschlossen worden sei. Das Unternehmen sei von der Marine vorbereitet, zur Zeit würden größere Verbände des Heeres auf der Insel landen, der Feind sei von den amerikanischen Einheiten überwältigt worden. Er habe große Verluste an Menschen und Material gehabt. Sämtliche Artilleriestände im Küstenbereich seien in amerikanische Hände gefallen. Einheiten des US-Marinecorps, den Ledernacken und ihren Luftlandetruppen sei es zu verdanken, dass die gesamte Operation planmäßig und ohne große Verluste habe ablaufen können. Besondere Verdienste hätten sich die Luftlandetruppen erworben, die die feindliche Nachschubhilfe blockieren und zahlreiche Küstenbatterien hätten ausschalten können. Zur Zeit dauere die groß angelegte Invasion noch an. Bomber von den verschiedensten pazifischen Stützpunkten, darunter auch australische Bomberverbände, würden den zurückflutenden Feind nicht zur Ruhe kommen lassen.  Auch Ellen hört die Nachricht im Radio. Sie begibt sich nach draußen, um ihrem Mann Worte der Kraft übers Meer zu schicken.

## Produktionsnotizen und Hintergrund
Die Filmaufnahmen wurden von Anfang November 1943 bis Mitte Januar 1944 gedreht. Zusätzliche Aufnahmen entstanden Ende Januar 1944. Es handelt sich um einen Film der RKO Radio Pictures Inc. Der Vorspann enthält den Dank an das US-Marine Corps, die Navy, die Coast Guard und die Army, durch deren freundliche Unterstützung der Film ermöglicht worden sei. Variety zufolge stellte die US-Regierung Filmausschnitte von Marine-Angriffen auf Guadalcanal zur Verfügung sowie auch Aufzeichnungen der Ausbildungsgrundlagen in Camp Elliott. Für die Hauptrollen im Film waren Anne Shirley und Tom Bryson im Gespräch sowie Ray Enright für die Regie. Letztendlich wurde jedoch Ruth Hussey von MGM für die weibliche Hauptrolle ausgeliehen. Aufnahmen für den Film sollen laut Hollywood Reporter auch in der Umgebung von San Diego in Kalifornien gedreht worden sein. Reporter News verkündete am 20. Januar 1944, dass Robert Wise Szenen zum Film hinzugefügt habe. Laut Hollywood Reporter hatte der Film am 19. Juli 1944 seine Premiere in Los Angeles im Graumans Chinese Theatre, wo er als Höhepunkt einer Veranstaltung zu Gunsten des Marine Corps vorgeführt wurde. In der 26. Kalenderwoche des Jahres 1944 lief er in New York an.
Marines nennen sich selbst Leathernecks (Ledernacken) Jarheads oder Devil Dogs (Teufelshunde). 
Historie: Die Schlacht um Guadalcanal war einer der Wendepunkte des Zweiten Weltkriegs auf dem pazifischen Kriegsschauplatz. Erstmals ging die amerikanische Armee gegen die Japaner, die mehr und mehr pazifische Inseln besetzten, in die Offensive. Die Japaner mussten sich nach sehr hohen eigenen Verlusten zurückziehen. Der Kampf um Bougainville war Teil des Pazifikkrieges. Am 1. November landeten drei US-Marineinfanteriedivisionen am Kap Torokina auf Bougainville in den Salomonen. Widerstand wurde ihnen zu diesem Zeitpunkt nicht entgegengesetzt. Als die Japaner mit Luftangriffen von Rabaul aus agierten, hatten sie damit keinen Erfolg. Mit den amerikanischen Einheiten lieferte man sich am 1. und 2. November 1943 die Seeschlacht bei der Kaiserin-Augusta-Bucht. Die Japaner verloren von ihren 110 Maschinen 33 und konnten keinen einzigen Erfolg verbuchen. Ab Ende Dezember starteten die Amerikaner von Bougainville aus siegreiche Luftangriffe auf Rabaul. Erst Anfang April 1944 galt die Insel als gesichert.
DVD
Am 25. Juni 2010 wurde der Film von Studio Voulez Vous auf DVD herausgegeben.

## Kritik
Cinefacts sprach von einem „Porträt der US-Marines als ruhmreiche Helden“, die diesen „außergewöhnlichen Kriegsfilm aus amerikanischer Feder“ auszeichnen würden.
Im Lexikon des internationalen Films dagegen fiel das Urteil anders aus: „Kriegsfilm zum Lobpreis des US-Marine-Korps. Schnell zusammengeschustert aus Aufnahmen vom Einsatz im Westpazifik 1942 und Ausbildungsdokumenten, verbunden durch eine nichtssagende Handlung aus Kameradschaft und Liebe, mit gehässiger Darstellung des japanischen Gegners.“